# Istituto nazionale per le case degli impiegati statali
L'Istituto nazionale per le case degli impiegati statali (in acronimo INCIS) era un ente pubblico italiano, istituito per costruire abitazioni e gestirne l'assegnazione, a canone agevolato, agli impiegati pubblici.
Ha gestito l'assegnazione di alloggi costruiti anche da altri Enti ed altri programmi, come Gescal e INA-Casa.

## Storia

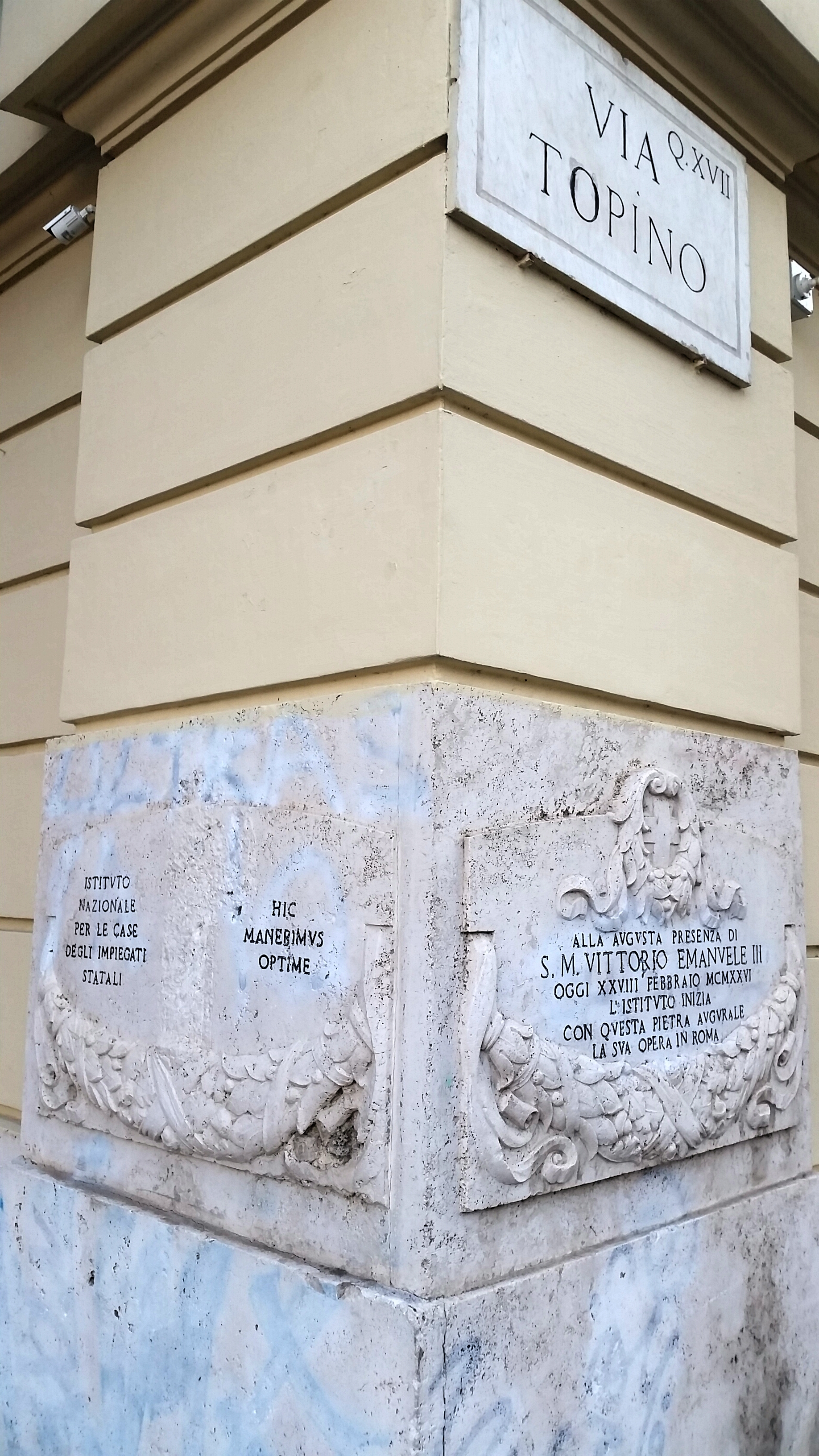
Prima pietra di costruzione del primo edificio costruito dall'INCIS nel 1926.

L'INCIS fu costituito con decreto legge 25 ottobre 1924 n. 1944 per costruire, ed in via eccezionale acquistare, edifici da assegnare in locazione ai dipendenti civili e militari dello Stato, con priorità ai dipendenti con minore stipendio.
Per costruire edifici, l'Istituto poteva avvalersi di prestiti agevolati della Cassa depositi e prestiti.
Nel 1933 l'INCIS incorpora l'Istituto Cooperativo per le case degli Impiegati dello Stato in Roma Che aveva costruito edifici e ampie aree urbane di Roma, caratterizzate da costruzioni di 5/6 piani, contrapposte alle abitazioni di 2/3 piani della Città giardino e della Garbatella.
La legge 22 ottobre 1971 n. 865 (detta legge per la casa) trasforma gli IACP da Enti pubblici economici in Enti pubblici non economici evidenziandone le finalità assistenziali. La legge prevede l'incorporazione negli IACP, suddivisi per provincia, del patrimonio INCIS e GESCAL non ceduto agli assegnatari. La legge prevede la soppressione, con effetto dal 31 dicembre 1973, dell'INCIS e di altri otto Enti operanti nel settore. La cessione del patrimonio immobiliare viene regolata con decreto del 1972 e realizzata nel 1974. 

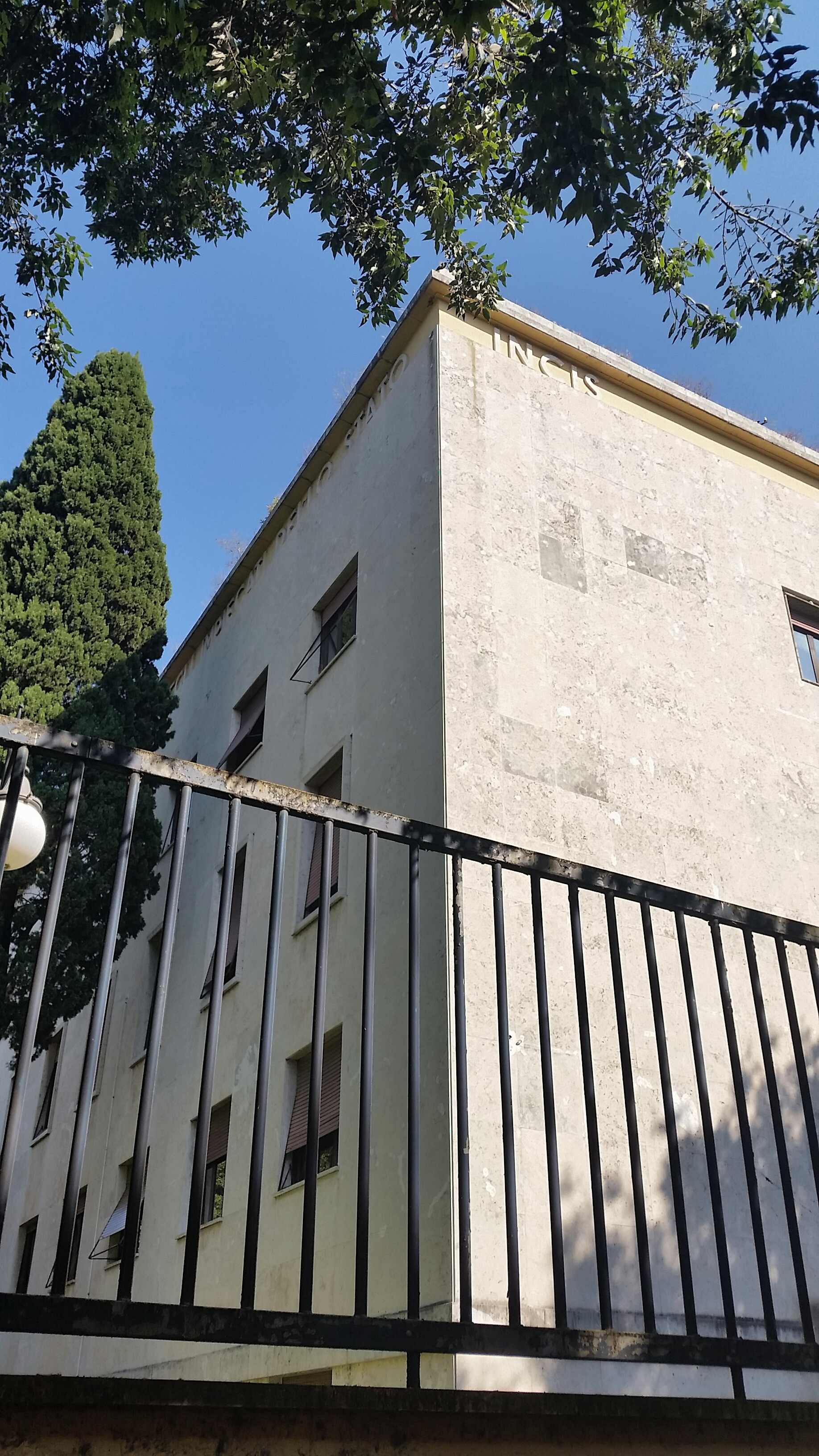
Sede INCIS, vista laterale della sede, con logo dell'Istituto

L'INCIS diviene da allora un Ente disciolto, la cui gestione del liquidatore si protrarrà per decenni.

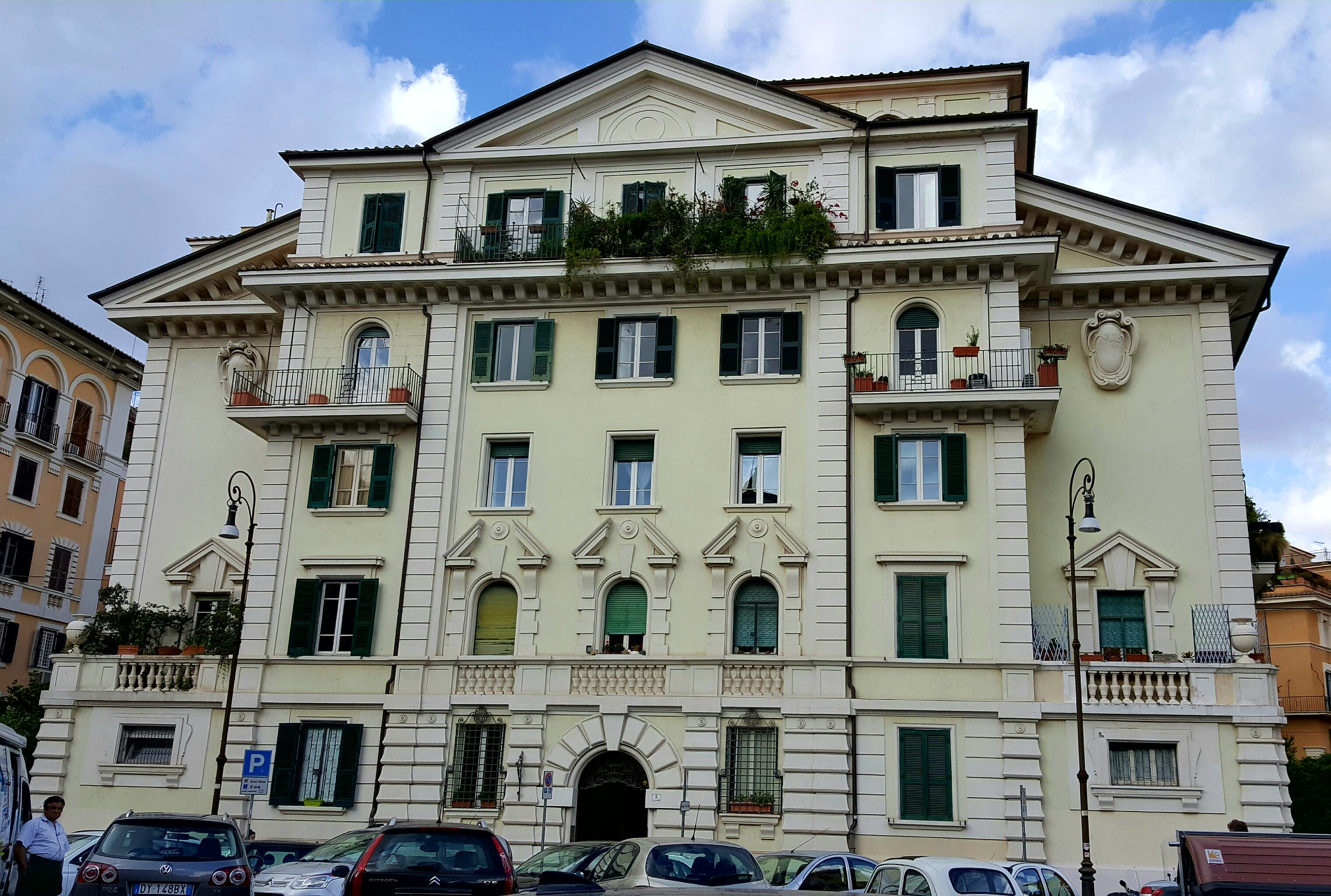
Palazzo INCIS di Piazza San Saturnino, 5 a Roma

## Costruzioni
L'INCIS ha costruito numerosi quartieri, complessi ed edifici singoli, realizzando progetti urbanistici qualificati, che dopo molti decenni dalla loro realizzazione rappresentano costruzioni di pregio architettonico, coniugando canoni estetici di alto livello con caratteristiche di elevata funzionalità.
Ha edificato interi quartieri di città italiane, o gran parte di essi, tra i quali:
- Bologna[4]
- Bolzano, complesso INCIS[5]
- Cremona Via Grado 19
- Catanzaro, Via Piave
- Ispra (VA), quartiere residenziale di Via Esperia per dipendenti EURATOM e Scuola Europea [Commissione Europea]
- Firenze, Alloggi per dipendenti governativi di via Crispi
- Forlì, zona di Viale della Libertà
- Imperia, Viale Matteotti 159
- L'Aquila, complesso INCIS di Viale Crispi
- Latina, Piazza del quadrato e Piazza Dante[6]
- Lecce, palazzi di Viale Gallipoli[7]
- Livorno, complesso in Via Lepanto
- Lucca, isolato tra le vie Sercambi, Pascoli e il viale Nieri
- Macerata, Piazza Pizzarello[8]
- Messina via Tommaso Cannizzaro is. 276
- Milano
  - Quartiere Feltre
  - Quartiere Vialba
- Modena, zona di via Dogali[9]
- Napoli, Ponticelli
- Novara Via S. Bernardino da Siena 14 e 16
- Palermo, “complesso autosufficiente” al quartiere Malaspina-Palagonia[10]
- Pisa, palazzo di via Risorgimento adiacente al complesso ospedaliero di Santa Chiara
- Roma
  - Quartiere Trieste: edifici di Piazza Verbano, Via Sebino e Via Nemorense a Roma, con il Parco Virgiliano - complessi edilizi adiacenti alla sede dell'INCIS stesso
  - Complesso di Via Grotta Perfetta, Viale Pico della Mirandola, Via Fonte Buono
  - Quartiere INCIS Decima[11]
  - Villaggio Olimpico
  - Complesso di Porta Metronia
  - Quartiere INCIS sulla via imperiale[12]
  - Quartiere Torrespaccata
  - Quartiere Incis La Pisana
- Sabaudia (LT), complesso Incis
- Salerno, complesso INCIS, via Carlo Alberto Alemagna 2, area ex-Cimitero (rione Carmine), 1933-34
- Torino, zona via Vernazza - via Barletta - via Cadorna (quartiere Santa Rita) [13]
- Trieste, isolato tra la via Tor San Piero e Viale Miramare
- Varese (VA), quartieri residenziali di Montello e Sangallo per dipendenti EURATOM e Scuola Europea [Commissione Europea]

Inoltre ha costruito all’estero, nelle ex colonie italiane:
- alloggi ad Addis Abeba (Etiopia) dove ancor oggi il quartiere dove furono costruiti gli alloggi si chiama in amarico: "Kazanchis", che deriva appunto da "Case Incis"
- alloggi sottufficiali a Bengasi (Libia)[14]
- edifici del lungomare a Mogadiscio, Somalia[15]
- quartiere INCIS di Tirana, Albania
- quartiere INCIS di Tripoli, Libia

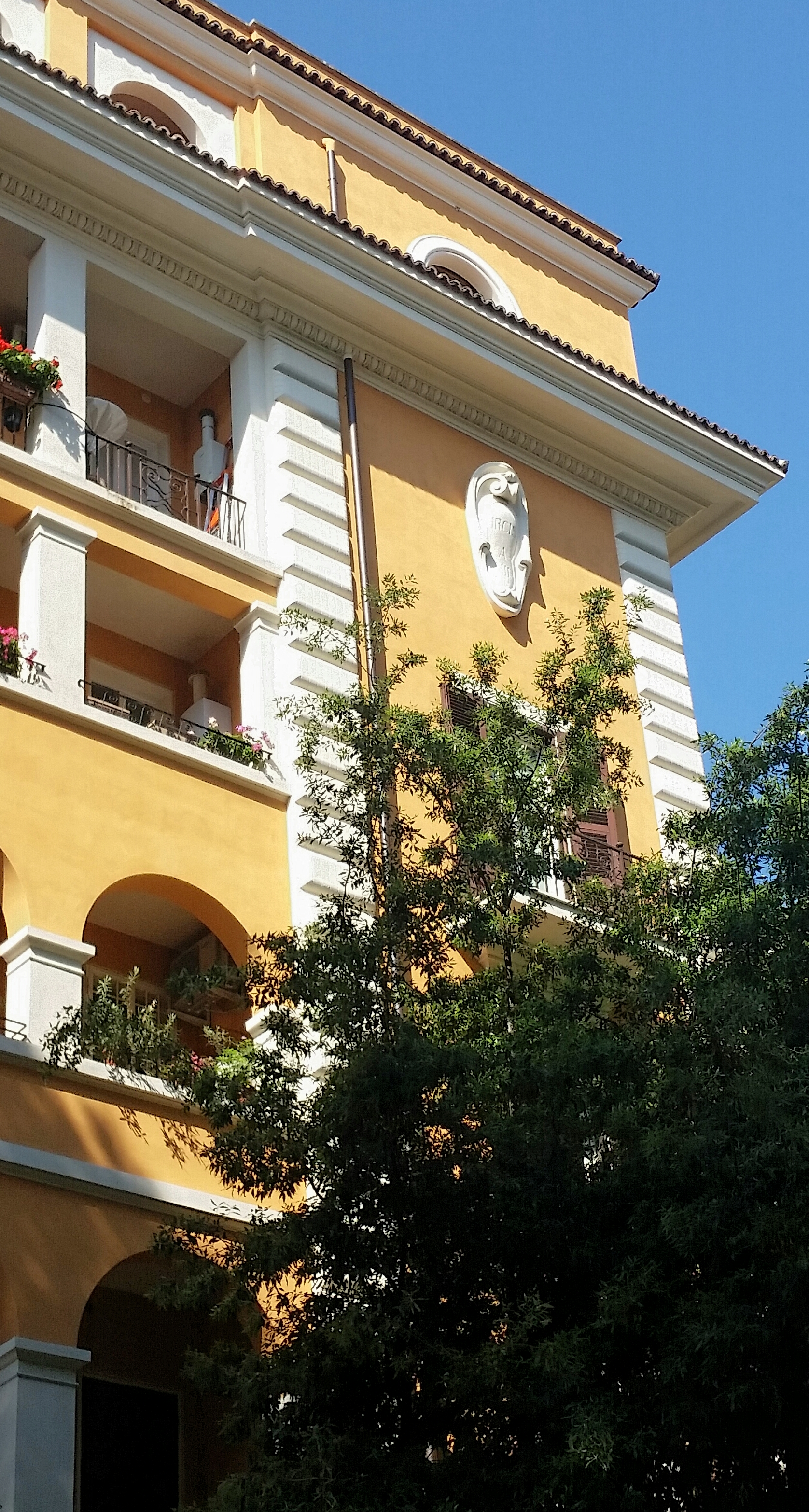
Roma, fregio IRCIS di un palazzo costruito nel 1928. Nel 1933 l'IRCIS è stato incorporato nell'INCIS.
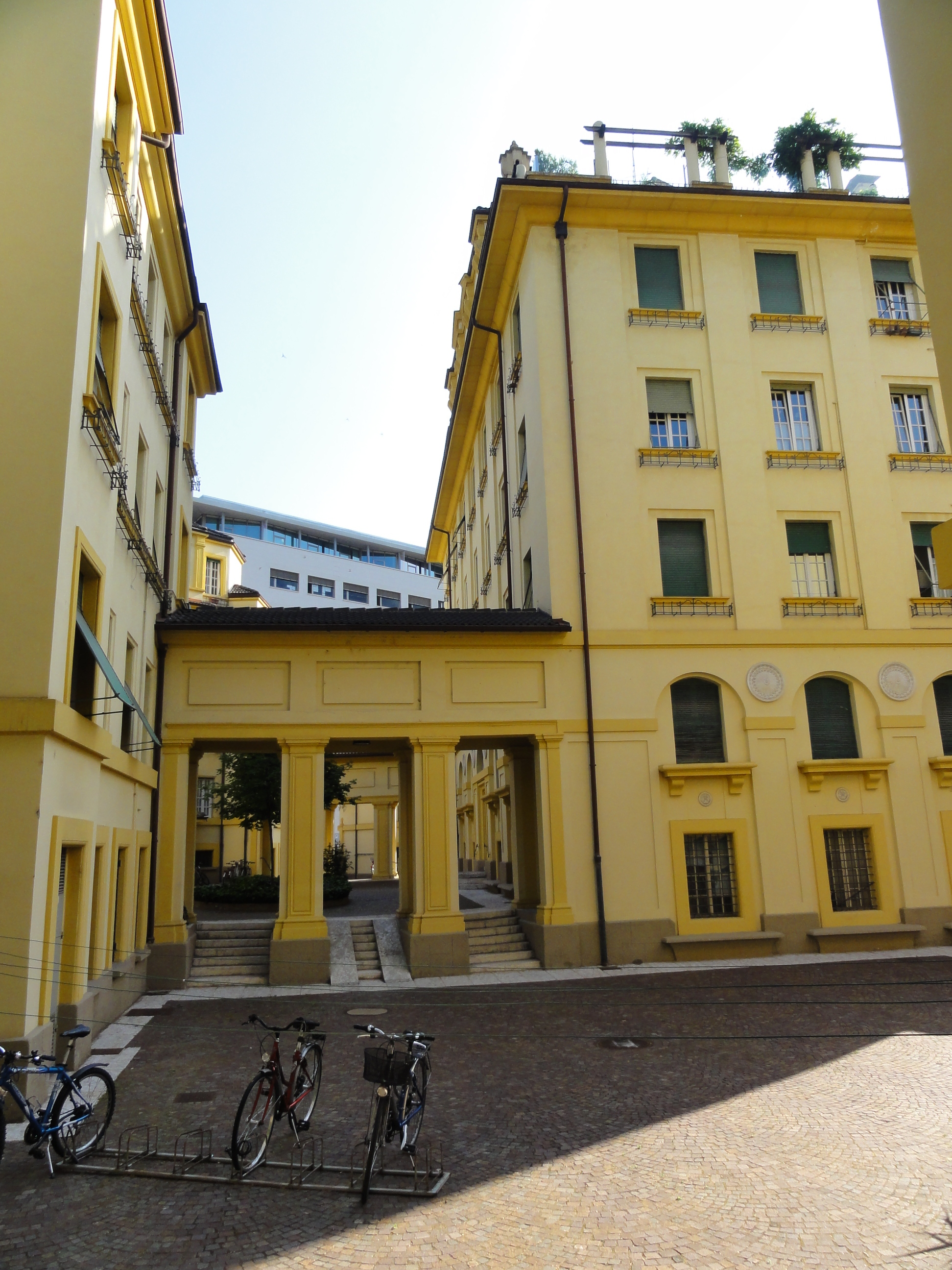
Bolzano, complesso INCIS.
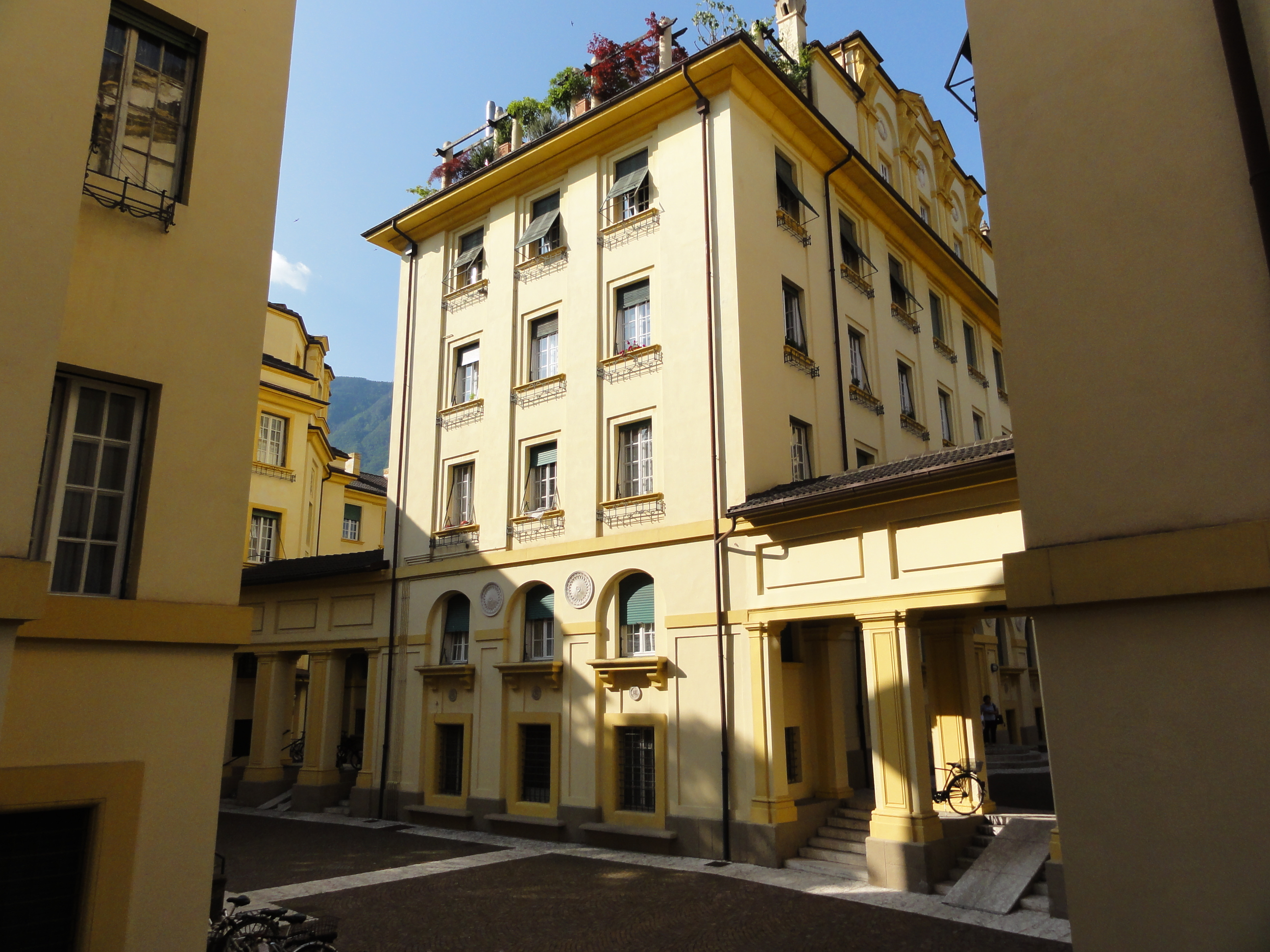
Bolzano, complesso INCIS.
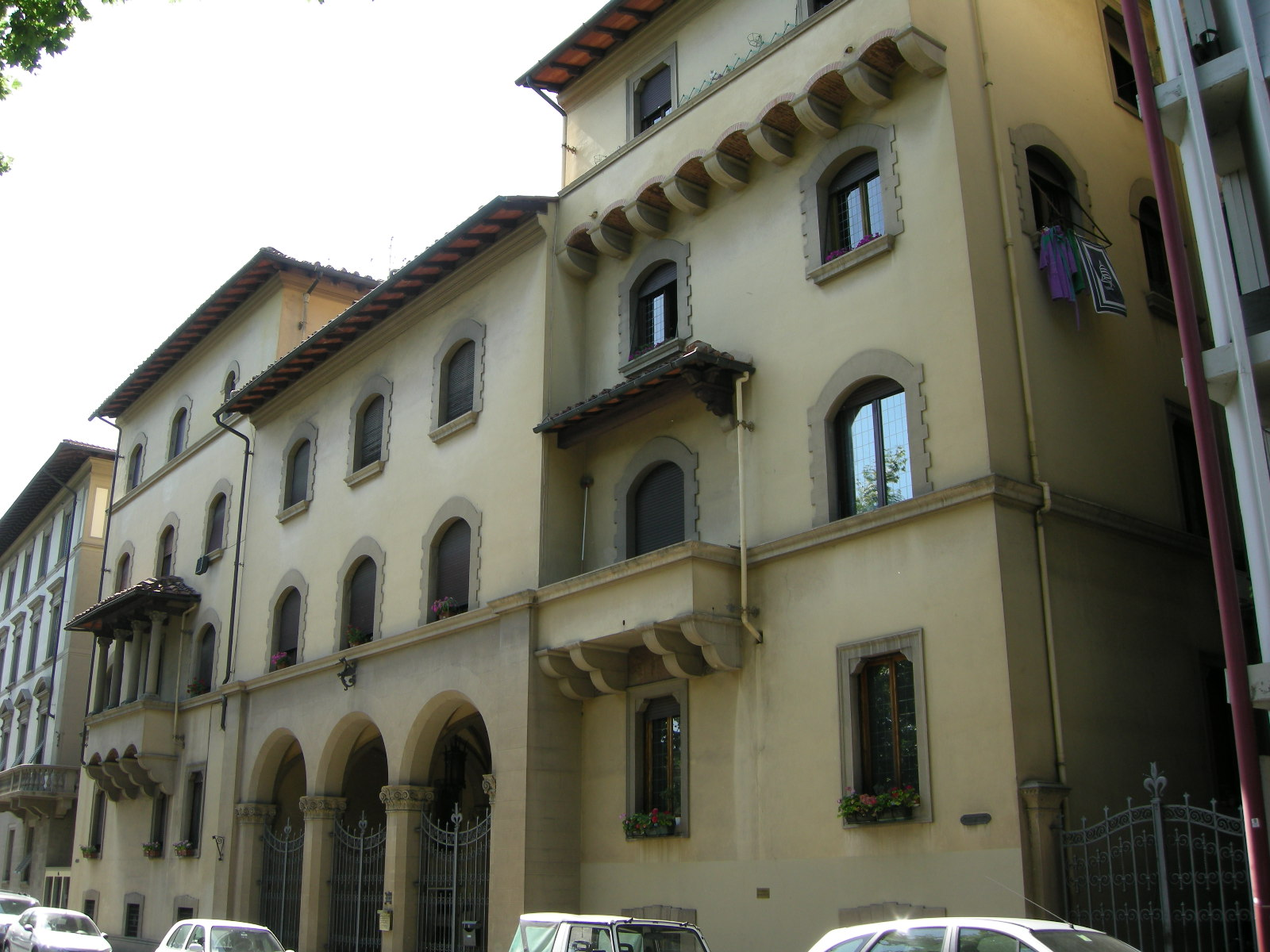
Firenze, alloggi per dipendenti governativi di via XX Settembre.
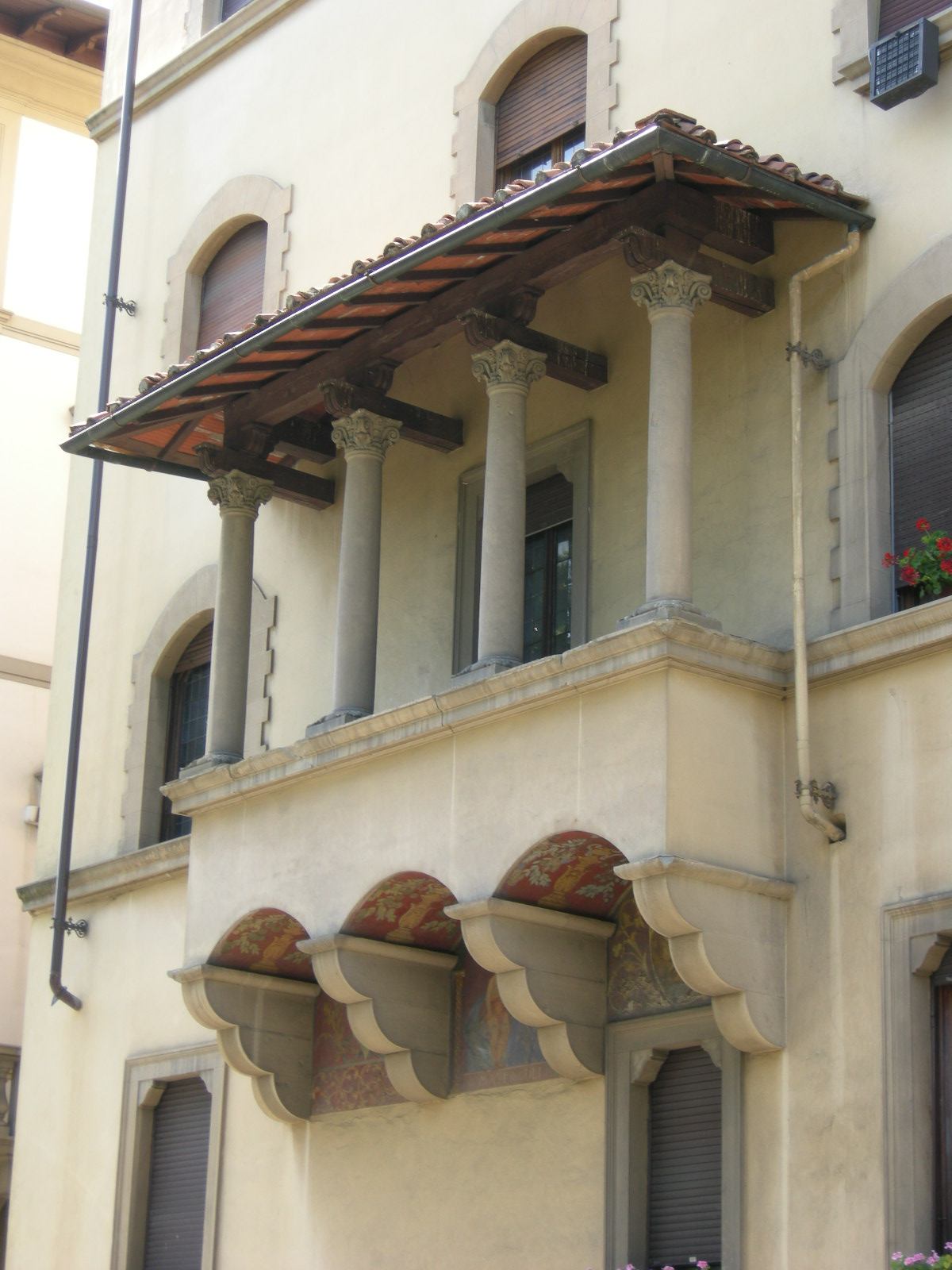
Firenze, alloggi per dipendenti governativi di via XX Settembre, terrazza.
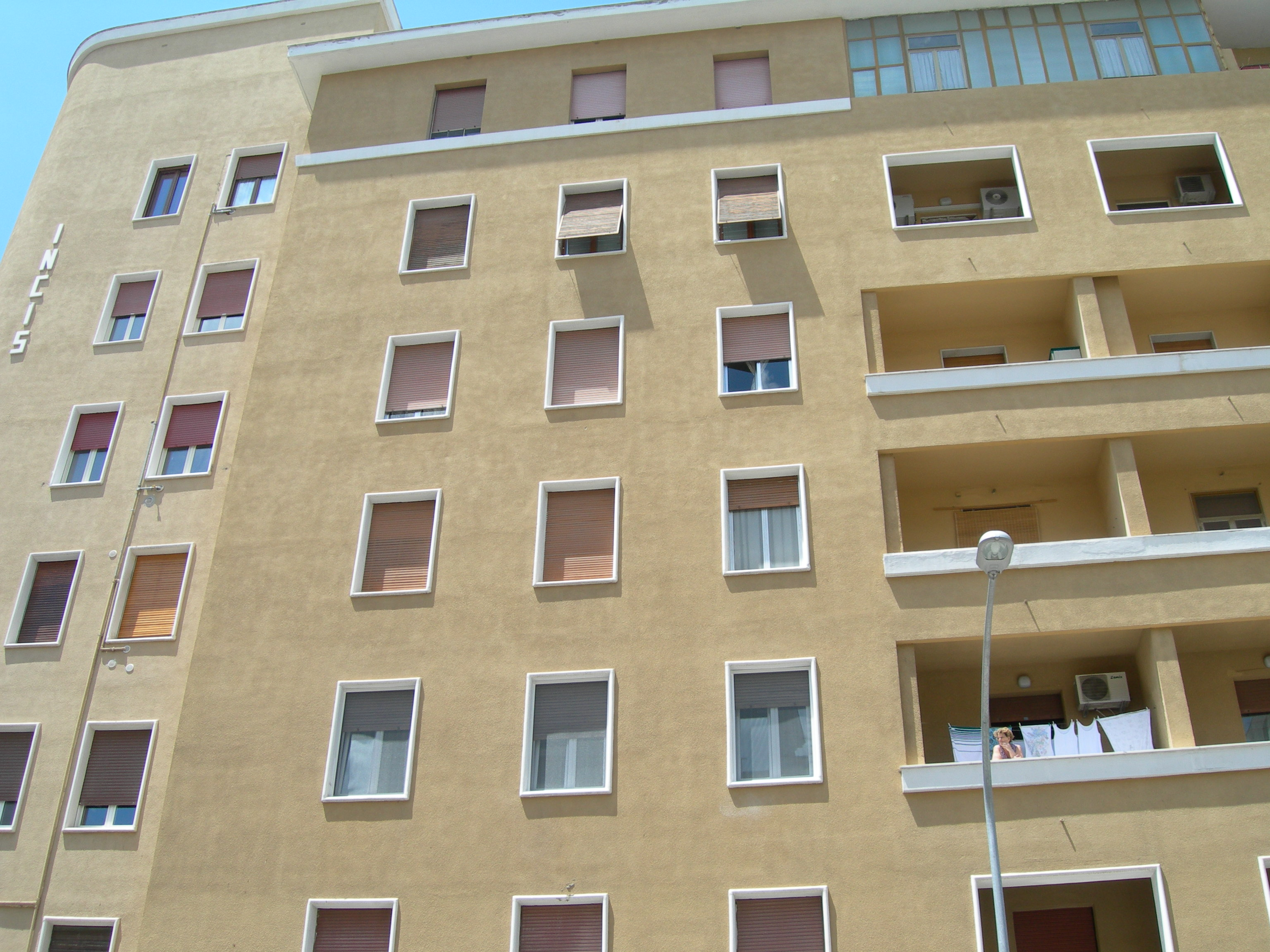
Abitazioni in un palazzo INCIS.

## Presidenti
- Antonio Mosconi (1925 - 1928)[16]
- Ettore Mazzucco (1928 - 1932)[17]
- Agostino D'Adamo (1932 - 1933)[18]
- Bruno Sargentini (1933...?)
- Natale Schiassi (?...1941 ...?)
- Filippo Lupis (?...ottobre 1947...?)[19]
- Antonio Iannotta
  - Commissario (?...1948...1951...?),[20]
  - Presidente (?...7 febbraio 1952... - 30 luglio 1959)[21][22]
- Umberto Ortolani (31 luglio 1959 - 31 dicembre 1973)
- Ing. Argento (?... marzo 1974 ...?), presidente pro-tempore [23]

## Controversie
Nel maggio 1968 venne alla luce che la campagna elettorale dell’ex presidente INCIS Bruno Sargentini, candidato alle elezioni politiche per il Partito Socialdemocratico Italiano, fu realizzata anche mediante l'invio di lettere la cui gestione ed affrancatura avvennero a spese e con personale INCIS, organizzata dal capo divisione Antonio Giannandrea. Sargentini fu eletto deputato.